# 7655 Адамріс
7655 Адамріс (1991 YM1, 1977 BW, 7655 Adamries) — астероїд головного поясу, відкритий 28 грудня 1991 року.
Тіссеранів параметр щодо Юпітера — 3,500.